# Campionati del mondo di atletica leggera 2019 - 800 metri piani maschili
La specialità degli 800 metri piani maschili dei campionati del mondo di atletica leggera 2019 si è svolta tra il 28 settembre e il 1º ottobre allo Stadio internazionale Khalifa di Doha, in Qatar.

## Podio
| Pos.    | Atleta                    | Nazionalità          | Tempo   |
| ------- | ------------------------- | -------------------- | ------- |
| Oro     | Donavan Brazier           | Stati Uniti          | 1'42"34 |
| Argento | Amel Tuka                 | Bosnia ed Erzegovina | 1'43"47 |
| Bronzo  | Ferguson Cheruiyot Rotich | Kenya                | 1'43"82 |

## Situazione pre-gara

### Record
Prima di questa competizione, il record del mondo (RM) e il record dei campionati (RC) erano i seguenti.
| Record                | Prestazione | Atleta                     | Data                              | Competizione   |
| --------------------- | ----------- | -------------------------- | --------------------------------- | -------------- |
| Record mondiale       | 1'40"91     | David Lekuta Rudisha Kenya | 9 agosto 2012 Londra, Regno Unito | Olimpiadi 2012 |
| Record dei campionati | 1'43"06     | Billy Konchellah Kenya     | 1º settembre 1987 Roma, Italia    | Mondiali 1987  |

### Campioni in carica
I campioni in carica a livello mondiale e olimpico erano:
| Campione | Atleta                        | Prestazione | Data                                   | Competizione   |
| -------- | ----------------------------- | ----------- | -------------------------------------- | -------------- |
| Olimpico | David Rudisha Kenya           | 1'42"15     | 15 agosto 2016 Rio de Janeiro, Brasile | Olimpiadi 2016 |
| Mondiale | Pierre-Ambroise Bosse Francia | 1'44"67     | 8 agosto 2017 Londra, Gran Bretagna    | Mondiali 2017  |

### La stagione
Prima di questa gara, gli atleti con le migliori tre prestazioni dell'anno erano:
| Pos. | Atleta                      | Prestazione | Data                            |
| ---- | --------------------------- | ----------- | ------------------------------- |
| 1    | Nijel Amos Botswana         | 1'41"89     | 12 luglio 2019 Monaco           |
| 2    | Ferguson Rotich Kenya       | 1'42"54     | 12 luglio 2019 Monaco           |
| 3    | Donavan Brazier Stati Uniti | 1'42"70     | 29 agosto 2019 Zurigo, Svizzera |

## Risultati

### Batterie
Le batterie si sono tenute il 28 settembre dalle ore 17:15.

Qualificazione: i primi tre di ogni batteria (Q) e i sei tempi migliori (q) si qualificano alle semifinali.
| Pos. | Batteria   | Nome                       | Nazionalità          | Tempo   | Note                                     |
| ---- | ---------- | -------------------------- | -------------------- | ------- | ---------------------------------------- |
| 1    | 5          | Emmanuel Korir             | Kenya                | 1'45"16 | Q                                        |
| 2    | 5          | Mostafa Smaili             | Marocco              | 1'45"27 | Q                                        |
| 3    | 5          | Wesley Vázquez             | Porto Rico           | 1'45"47 | Q                                        |
| 4    | 6          | Elliot Giles               | Gran Bretagna        | 1'45"53 | Q                                        |
| 5    | 6          | Clayton Murphy             | Stati Uniti          | 1'45"62 | Q                                        |
| 6    | 6          | Amel Tuka                  | Bosnia ed Erzegovina | 1'45"62 | Q                                        |
| 7    | 6          | Álvaro de Arriba           | Spagna               | 1'45"67 | q                                        |
| 7    | 5          | Yassine Hethat             | Algeria              | 1'45"67 | q                                        |
| 9    | 3          | Brandon McBride            | Canada               | 1'45"96 | Q                                        |
| 10   | 4          | Ferguson Cheruiyot Rotich  | Kenya                | 1'45"98 | Q                                        |
| 11   | 4          | Bryce Hoppel               | Stati Uniti          | 1'46"01 | Q                                        |
| 12   | 1          | Donavan Brazier            | Stati Uniti          | 1'46"04 | Q                                        |
| 13   | 2          | Ngeno Kipngetich           | Kenya                | 1'46"07 | Q                                        |
| 14   | 4          | Abdessalem Ayouni          | Tunisia              | 1'46"09 | Q                                        |
| 15   | 3          | Abubaker Haydar Abdalla    | Qatar                | 1'46"11 | Q                                        |
| 16   | 1          | Marco Arop                 | Canada               | 1'46"12 | Q                                        |
| 17   | 2          | Adrián Ben                 | Spagna               | 1'46"12 | Q                                        |
| 18   | 3          | Pierre-Ambroise Bosse      | Francia              | 1'46"14 | Q                                        |
| 18   | 5          | Kyle Langford              | Gran Bretagna        | 1'46"14 | q                                        |
| 20   | 4          | Oussama Nabil              | Marocco              | 1'46"17 | q                                        |
| 21   | 4          | Adam Kszczot               | Polonia              | 1'46"20 | q                                        |
| 22   | 2          | Jamie Webb                 | Gran Bretagna        | 1'46"23 | Q                                        |
| 23   | 2          | Brannon Kidder             | Stati Uniti          | 1'46"29 | q                                        |
| 24   | 2          | Jamal Hairane              | Qatar                | 1'46"40 |                                          |
| 25   | 4          | Mohamed Belbachir          | Algeria              | 1'46"52 |                                          |
| 26   | 1          | Tshepo Tshite              | Sudafrica            | 1'46"54 | Q                                        |
| 27   | 3          | Mouad Zahafi               | Marocco              | 1'46"56 |                                          |
| 28   | 1          | Andreas Kramer             | Svezia               | 1'46"74 |                                          |
| 29   | 6          | Andrés Arroyo              | Porto Rico           | 1'46"75 |                                          |
| 30   | 1          | Lucirio Antonio Garrido    | Venezuela            | 1'46"89 |                                          |
| 31   | 3          | Peter Bol                  | Australia            | 1'46"92 |                                          |
| 32   | 4          | Mark English               | Irlanda              | 1'47"25 |                                          |
| 33   | 2          | Marc Reuther               | Germania             | 1'47"31 |                                          |
| 34   | 6          | Edose Ibadin               | Nigeria              | 1'47"91 |                                          |
| 35   | 6          | Musa Hajdari               | Kosovo               | 1'47"98 |                                          |
| 36   | 5          | Quamel Prince              | Guyana               | 1'48"41 |                                          |
| 37   | 3          | Pol Moya                   | Andorra              | 1'48"52 |                                          |
| 38   | 1          | Mariano García             | Spagna               | 1'49"08 |                                          |
| 39   | 1          | Luke Mathews               | Australia            | 1'50"16 |                                          |
| 40   | 5          | Mohammed Al-Suleimani      | Oman                 | 1'50"91 | Miglior prestazione personale            |
| 41   | 5          | Benjamín Enzema            | Guinea Equatoriale   | 1'51"69 | Miglior prestazione personale stagionale |
| 42   | 3          | Ryan Sánchez               | Porto Rico           | 1'54"46 |                                          |
| 43   | 1          | Zaw Min Min                | Birmania             | 1'56"85 | Miglior prestazione personale stagionale |
| 44   | 3          | Roberto Belo Amaral Soares | Timor Est            | 2'02"43 |                                          |
|      | 6          | Samer Al-Johar             | Giordania            | dq      |                                          |
| 2    | Nijel Amos | Botswana                   | dns                  | dns     |                                          |

### Semifinali
Le semifinali si sono tenute il 29 settembre dalle ore 21:55.

Qualificazione: i primi due di ogni batteria (Q) e i due tempi migliori (q) si qualificano alla finale.
| Pos. | Batteria | Nome                      | Nazionalità          | Tempo   | Note |
| ---- | -------- | ------------------------- | -------------------- | ------- | ---- |
| 1    | 1        | Wesley Vázquez            | Porto Rico           | 1'43"96 | Q    |
| 2    | 1        | Ferguson Cheruiyot Rotich | Kenya                | 1'44"20 | Q    |
| 3    | 1        | Clayton Murphy            | Stati Uniti          | 1'44"48 | q    |
| 4    | 2        | Donavan Brazier           | Stati Uniti          | 1'44"87 | Q    |
| 5    | 1        | Adrián Ben                | Spagna               | 1'44"97 | q,   |
| 6    | 2        | Marco Arop                | Canada               | 1'45"07 | Q    |
| 7    | 1        | Elliot Giles              | Gran Bretagna        | 1'45"15 |      |
| 8    | 2        | Emmanuel Korir            | Kenya                | 1'45"19 |      |
| 9    | 1        | Adam Kszczot              | Polonia              | 1'45"22 |      |
| 10   | 2        | Brannon Kidder            | Stati Uniti          | 1'45"62 |      |
| 11   | 3        | Amel Tuka                 | Bosnia ed Erzegovina | 1'45"63 | Q    |
| 12   | 2        | Mostafa Smaili            | Marocco              | 1'45"78 |      |
| 13   | 1        | Abdessalem Ayouni         | Tunisia              | 1'45"80 |      |
| 14   | 3        | Bryce Hoppel              | Stati Uniti          | 1'45"95 | Q    |
| 15   | 2        | Tshepo Tshite             | Sudafrica            | 1'46"08 |      |
| 16   | 3        | Álvaro de Arriba          | Spagna               | 1'46"09 |      |
| 17   | 2        | Yassine Hethat            | Algeria              | 1'46"15 |      |
| 18   | 3        | Brandon McBride           | Canada               | 1'46"21 |      |
| 19   | 3        | Kyle Langford             | Gran Bretagna        | 1'46"41 |      |
| 20   | 3        | Ngeno Kipngetich          | Kenya                | 1'46"61 |      |
| 21   | 1        | Abubaker Haydar Abdalla   | Qatar                | 1'46"87 |      |
| 22   | 3        | Pierre-Ambroise Bosse     | Francia              | 1'47"60 |      |
| 23   | 2        | Jamie Webb                | Gran Bretagna        | 1'48"44 |      |
| dq   | 3        | Oussama Nabil             | Marocco              | dq      |      |

### Finale
La finale si è svolta martedì 1º ottobre alle ore 22:14.
| Pos.    | Corsia | Nome                      | Nazionalità          | Tempo   | Note                                                |
| ------- | ------ | ------------------------- | -------------------- | ------- | --------------------------------------------------- |
| Oro     | 4      | Donavan Brazier           | Stati Uniti          | 1'42"34 | Record dei campionati · Record nord-centroamericano |
| Argento | 5      | Amel Tuka                 | Bosnia ed Erzegovina | 1'43"47 | Miglior prestazione personale stagionale            |
| Bronzo  | 7      | Ferguson Cheruiyot Rotich | Kenya                | 1'43"82 |                                                     |
| 4       | 2      | Bryce Hoppel              | Stati Uniti          | 1'44"25 | Miglior prestazione personale                       |
| 5       | 6      | Wesley Vázquez            | Porto Rico           | 1'44"48 |                                                     |
| 6       | 3      | Adrián Ben                | Spagna               | 1'45"58 |                                                     |
| 7       | 8      | Marco Arop                | Canada               | 1'45"78 |                                                     |
| 8       | 9      | Clayton Murphy            | Stati Uniti          | 1'47"84 |                                                     |